# Pnau
Pnau ist ein australisches Elektropop-Trio aus Sydney. National machten sie, damals noch als Duo, um 2000 auf sich aufmerksam. Der internationale Durchbruch kam 2012 mit einem Remixalbum von Elton John und im Jahr darauf mit dem internationalen Hit Changes. Ihr größter Erfolg war 2021 der Remix Cold Heart mit Elton John und Dua Lipa, der in mehreren Ländern Platz 1 erreichte.

## Bandgeschichte
Mitte der 1990er schlossen sich die Schulfreunde Nick Littlemore und Peter Mayes zusammen und folgten unter dem Namen Pnau der Acid-House- und Trance-Welle. Mit ihrem Debütalbum Sambanova hatten sie 2000 ihren ersten Erfolg in den australischen Charts. Als beste Dance-Veröffentlichung des Jahres bekamen sie dafür sogar einen ARIA-Award. Mit der zweiten Veröffentlichung Again konnten sie drei Jahre später zwar nicht daran anknüpfen, mit dem Album Pnau kehrten sie aber 2007 in die Erfolgsspur zurück und hatten mit der Auskopplung Baby ihren ersten Solo-Singlehit.
Neben dem Projekt Pnau sind beide Musiker auch noch mit anderen Künstlern tätig. Nick Littlemore gründete beispielsweise mit dem Sänger Luke Steele das international erfolgreiche Popduo Empire of the Sun. Eine weitere erfolgreiche Zusammenarbeit der beiden Pnau-Musiker mit dem englischen Popstar Elton John führte 2012 zu dem Album Good Morning to the Night, in dem die Australier Elton-John-Songs samplen und neu abmischen. Es erreichte Platz eins der britischen Charts.
Im Jahr darauf bedienten sich die beiden französischen DJs Faul & Wad Ad bei ihrer Hitsingle Baby und machten daraus mit einer Saxophon-Einlage den Song Changes. Damit waren sie besonders im deutschsprachigen Raum erfolgreich und erreichten im Dezember 2013 in Deutschland sogar die Chartspitze.
Nach einer längeren Pause kehrten sie 2017 mit der Single Chameleon zurück, die ihr bis dahin größter Hit in ihrer Heimat wurde. Nicks Bruder Sam war als Mitautor und -produzent beteiligt und wurde beim Album Changa, das am Jahresende erschien, als neues drittes Pnau-Mitglied geführt. Der Erfolg des Albums beschränkte sich auf Australien und die beiden Singleauskopplungen Chameleon und Go Bang brachten ihnen mehrfache Platin-Auszeichnungen und zwei weitere Dance-ARIA-Awards.
Es folgten weitere Singles, die es allerdings nicht in die Charts schafften. Zum Lockdown-Sessions-Album von Elton John trugen sie 2021 ein Mashup mehrerer Songs des Engländers mit dem Titel Cold Heart bei. Zusätzlich war Dua Lipa als Sängerin beteiligt. Das Lied wurde ein weltweiter Hit, der in vielen Ländern die Top 10 und unter anderem in England und Australien Platz 1 erreichte. Zum Soundtrack der Elvis-Filmbiografie fertigten sie 2022 ein weiteres Mashup mit dem Titel Don’t Fly Away an.

## Diskografie
Alben
- Sambanova (1999)
- Again (2003)
- Pnau (2007)
- Soft Universe (2011)
- Good Morning to the Night (Elton John versus Pnau, 2012)
- Changa (2017)
- Hyperbolic (2024)

Lieder
- Need Your Lovin’ Baby (2000)
- Sambanova (2000)
- Follow Me (2001)
- Una noche (2002)
- We Love the Fresh Kills (2003)
- Wild Strawberries (2007)
- No More Violence (2007)
- Baby (2008)
- Embrace (featuring Ladyhawke, 2008)
- Lover (2008)
- The Truth (2011)
- Solid Ground (2011)
- Unite Us (2011)
- Epic Fail (2012)
- Everybody (2012)
- Good Morning to the Night (mit Elton John, 2012)
- Sad (mit Elton John, 2012)
- Changes (Faul & Wad Ad versus Pnau, 2013)
- Chameleon (2016)
- Into the Sky (2017)
- Young Melody (mit Vera Blue, 2017)
- Control Your Body (2017)
- Solid Gold (featuring Kira Divine & Marques Toliver; AU: Platin, 2019)
- All of Us (featuring Ollie Gabriel, 2019)
- Lucky (mit Vlossom, 2020)
- River (mit Ladyhawke, 2020)
- Stranger Love (mit Budjerah, 2021)
- Cold Heart (Pnau Remix, mit Elton John und Dua Lipa, 2021)
- Don’t Fly Away (Elvis-Mashup, 2022)
- You Know What I Need (mit Troye Sivan, 2022)
- The Hard Way (featuring Khalid, 2023)
- Stars (mit Bebe Rexha and Ozuna, 2023)
- All Your Energy (featuring Ollie Gabriel, 2024)

## Auszeichnungen für Musikverkäufe
| Goldene Schallplatte - Belgien - 2014: für die Single Changes - Polen - 2024: für die Single The Hard Way - Schweden - 2014: für die Single Changes Platin-Schallplatte - Kanada - 2019: für die Single Changes - Neuseeland - 2019: für die Single Go Bang - 2025: für das Album Changa - Spanien - 2024: für die Single Changes 2× Platin-Schallplatte - Griechenland - 2023: für die Single Cold Heart (Pnau Remix) - Italien - 2014: für die Single Changes - Neuseeland - 2024: für die Single Chameleon - Norwegen - 2022: für die Single Cold Heart (Pnau Remix) | 5× Goldene Schallplatte - Mexiko - 2022: für die Single Cold Heart (Pnau Remix) 3× Platin-Schallplatte - Dänemark - 2023: für die Single Cold Heart (Pnau Remix) - Finnland - 2022: für die Single Cold Heart (Pnau Remix) - Schweden - 2022: für die Single Cold Heart (Pnau Remix) 4× Platin-Schallplatte - Italien - 2023: für die Single Cold Heart (Pnau Remix) - Spanien - 2024: für die Single Cold Heart (Pnau Remix) 6× Platin-Schallplatte - Portugal - 2024: für die Single Cold Heart (Pnau Remix) | 7× Platin-Schallplatte - Kanada - 2022: für die Single Cold Heart (Pnau Remix) - Neuseeland - 2024: für die Single Cold Heart (Pnau Remix) Diamantene Schallplatte - Frankreich - 2022: für die Single Cold Heart (Pnau Remix) - Polen - 2022: für die Single Cold Heart (Pnau Remix) 3× Diamantene Schallplatte - Brasilien - 2024: für die Single Cold Heart (Pnau Remix) |

Anmerkung: Auszeichnungen in Ländern aus den Charttabellen bzw. Chartboxen sind in ebendiesen zu finden.
| Land/RegionAuszeichnungen für Musikverkäufe (Land/Region, Auszeichnungen, Verkäufe, Quellen) | Gold     | Platin       | Diamant     | Verkäufe  | Quellen                  |
| -------------------------------------------------------------------------------------------- | -------- | ------------ | ----------- | --------- | ------------------------ |
| Australien (ARIA)                                                                            | —        | 22× Platin22 | —           | 1.540.000 | aria.com.au              |
| Belgien (BRMA)                                                                               | Gold1    | —            | —           | 15.000    | ultratop.be              |
| Brasilien (PMB)                                                                              | —        | —            | 3× Diamant3 | 480.000   | pro-musicabr.org.br      |
| Dänemark (IFPI)                                                                              | —        | 3× Platin3   | —           | 270.000   | ifpi.dk                  |
| Deutschland (BVMI)                                                                           | Gold1    | 2× Platin2   | —           | 900.000   | musikindustrie.de        |
| Finnland (IFPI)                                                                              | —        | 3× Platin3   | —           | 120.000   | Einzelnachweise          |
| Frankreich (SNEP)                                                                            | —        | —            | Diamant1    | 333.333   | snepmusique.com          |
| Griechenland (IFPI)                                                                          | —        | 2× Platin2   | —           | 40.000    | Einzelnachweise          |
| Italien (FIMI)                                                                               | —        | 6× Platin6   | —           | 460.000   | fimi.it                  |
| Kanada (MC)                                                                                  | —        | 8× Platin8   | —           | 640.000   | musiccanada.com          |
| Mexiko (AMPROFON)                                                                            | Gold1    | 2× Platin2   | —           | 350.000   | amprofon.com.mx          |
| Neuseeland (RMNZ)                                                                            | —        | 11× Platin11 | —           | 315.000   | radioscope.co.nz NZ2     |
| Norwegen (IFPI)                                                                              | —        | 2× Platin2   | —           | 120.000   | ifpi.no                  |
| Österreich (IFPI)                                                                            | Gold1    | 3× Platin3   | —           | 105.000   | ifpi.at                  |
| Polen (ZPAV)                                                                                 | —        | —            | Diamant1    | 250.000   | olis.pl                  |
| Portugal (AFP)                                                                               | —        | 6× Platin6   | —           | 60.000    | Einzelnachweise          |
| Schweden (IFPI)                                                                              | Gold1    | 3× Platin3   | —           | 260.000   | sverigetopplistan.se SE2 |
| Schweiz (IFPI)                                                                               | Gold1    | Platin1      | —           | 40.000    | hitparade.ch             |
| Spanien (Promusicae)                                                                         | —        | 5× Platin5   | —           | 300.000   | elportaldemusica.es      |
| Vereinigte Staaten (RIAA)                                                                    | —        | 4× Platin4   | —           | 4.000.000 | riaa.com                 |
| Vereinigtes Königreich (BPI)                                                                 | —        | 4× Platin4   | —           | 2.400.000 | bpi.co.uk                |
| Insgesamt                                                                                    | 6× Gold6 | 87× Platin87 | 5× Diamant5 |           |                          |